# Chiesa di Santa Croce (Benetutti)
La chiesa di Santa Croce è un edificio religioso situato a Benetutti, centro abitato della Sardegna centrale. Consacrata al culto cattolico, fa parte della parrocchia di Sant'Elena (diocesi di Ozieri), ubicata nelle vicinanze.

La chiesa, edificata agli inizi del 1600, è sede dell'omonima confraternita.